# House of Pain
House of Pain foi um grupo de hip hop irlandês-norte-americano fundado em 1992, em Los Angeles, Califórnia Estados Unidos. Lançaram três álbuns antes da saída do líder do grupo, Everlast, que seguiu carreira solo, fazendo o grupo entrar em um hiato de quatorze anos. Em 2010 voltaram à ativa.
Uma das canções mais conhecidas do grupo, "I'm a Swing It", do álbum Same as It Ever Was, figurou na trilha sonora do jogo Tony Hawk's Pro Skater 3. Outro sucesso é "Jump Around", hit lançado em 1992 que atingiu a 3ª posição nos Estados Unidos e a 6ª no Reino Unido

## História
Depois de uma inicial bem-sucedida carreira solo, o rapper Everlast juntou-se ao DJ Lethal e seu antigo amigo de colégio Danny Boy para formar, em 1992, House of Pain. Foram lançados três álbuns, ao longo de quatro anos de carreira, até o rompimento do grupo. Em 2010, eles retornam e lançam um novo álbum.

## Discografia

### Álbuns
| Ano  | Álbum                                   | Posições nas paradas | Posições nas paradas | Posições nas paradas |
| Ano  | Álbum                                   | EUA                  | Hip-Hop dos EUA      |                      |
| ---- | --------------------------------------- | -------------------- | -------------------- | -------------------- |
| 1992 | House of Pain                           | 14                   | 16                   |                      |
| 1994 | Same as It Ever Was                     | 12                   | 12                   |                      |
| 1996 | Truth Crushed to Earth Shall Rise Again | 47                   | 31                   |                      |

### EPs
| Ano  | Álbum  |
| ---- | ------ |
| 1994 | Legend |

### Coletâneas
| Ano  | Álbum                   |
| ---- | ----------------------- |
| 2004 | Shamrocks & Shenanigans |

### Singles
- Jump Around / HOP Anthem (1992)
- Shamrocks & Shenanigans (EUA)(1992)
- Shamrocks & Shenanigans / Who's The Man (RU) (1992)
- Top O' The Morning To Ya (Remix) (1992)
- Who's The Man? (1993)
- Legend EP (EUA) (1994)
- On Point (1994) #19 RU
- Over There (I Don't Care) (1994) #20 RU
- It Ain't Crime / Word Is Bond (RU, CD 1/2) (1994) #37 RU
- Legend / It Ain't A Crime (RU, CD 2/2) (1994) #175 RU
- Word Is Bond / Legend 12" (1995)
- Pass The Jinn (1996)
- Fed Up / Heart Full Of Sorrow feat. Sadat X (1996) #68 RU
- Fed Up (Remix feat. Guru) (1996)

### Trilhas sonoras
- Judgment Night (1993) - "Just Another Victim" (com Helmet)
- Who's the Man? (1993) - "Who's the Man"
- Kiss of Death (1995) - "Jump Around"
- Eddie (1996) - "Punch Drunk"
- Jerky Boys (1995) - "Beef Jerky"
- Happy Gilmore (1996) - "Jump Around"
- Daredevil (2003) - "Top o' the Morning to Ya"
- Rebound (2005) - "Jump Around"